# Врачански говор
Врачанският говор е български диалект, говорен в района на град Враца. На запад той граничи с преходния белоградчишки говор, на изток с белослатинско-плевенския, на югоизток с ботевградския говор, а на юг със софийския. По своите особености този говор представя преход между софийския, ботевградския и говорите в Дунавската равнина.

## Характерни особености
- Гласна a вместо стб. ѫ, ъ и ь: зап, кàшта, мàш, рàка, дàска, сан, лàскаф, тàнак.
- Определителен член за мъжки род, единствено число: -о: гърбò, носò, стòло, човèко, ден’ò, кòн’о, крàйо, добрѝйо, млàдийо.
- Форма на личното местоимение за трето лице, множествено число в дателен падеж: мг’и вместо им: нèма мг’и нѝшто, дàйте мг’и. Тя е получена от сливане на формите им и г’и.